# 新加坡给排水现状
新加坡给水排水工程的建设因其在复杂的国内环境下仍做到了高效、高质，给水排水实现了高普及，而备受瞩目。从再生水的再利用到城市集雨区的建设，从淡水资源的精细化管理到海水淡化工程的逐步推广，为了减少对邻国马来西亚淡水进口的过度依赖（佔新加坡供水的50%以上），新加坡有关单位和企业提出了一系列富有创造性与瞻前性的节水、储水措施。
然而，新加坡在节水方面的努力不仅仅局限于工业设备的不断革新，也同样看重在水务方面的立法执法、公共教育、科研开发的发展。2007年，新加坡公用事业局（PUB）因其在水资源管理上的优秀表现而获得了斯德哥尔摩工业水奖。

## 水资源概况
新加坡地处热带，降雨量充沛，年均降水量可达2400mm, 远高于国际平均水平——1050mm，但却属于水源性水资源缺乏国家。由于狭小的国土面积与极低的海拔，新加坡境内河流短促、无良好的地下含水层，天然水资源十分有限，水资源调蓄能力较差。同时由于极大的人口密度——仅次于摩洛哥，人均水资源量仅为211m³，位于世界倒数第二。根据新加坡政府2011年统计数据，目前新加坡常住人口已达518万人。每天用水量约136万m³。虽然总和生育率一直处于低水平，但随着移民人数的变化，如何为越来越多的国民提供清洁用水是新加坡政府密切关注的问题之一。为保持国家的经济繁荣, 使国内的社会经济稳步增长，新加坡政府把水资源视为国家存亡的命脉。
新加坡早期的移民多聚集在中南部的新加坡河出海口一带，其他地区则大多是热带雨林或农业用地；除了少数的自然保护区之外，新加坡基本上都已城市化。

## 给水工程
经过40年的发展，新加坡建立起规模庞大且技术先进的环保产业，并建立了多元化的可持续性供水系统，即“国家四大水喉”—— 集水区的水源、进口食水、新生水和淡化海水。
“国家四大水喉”战略旨在通过提高其他三项供水水量比重从而减轻新加坡对马来西亚水出口的依赖。自2011年以来，新加坡对淡水资源的需求量已经达到了3.80亿加仑，即1700000m³每天，在不考虑连年降水量较低的情况下，早在2011年，新加坡便实际已完成了国内水资源的自给自足。
为保证饮用水水源地不受生活污水、工业废水以及其他污染源的影响，在新加坡狭小的国土面积上，水利开发与土地资源规划管理联系紧密。同时，国家给水排水与雨水收集管网与设施的布设也仅由一个国家部门——公共事业局（PUB）负责统筹兼顾。

## 排水工程
2010年以前，新加坡的生活污水与工业废水通过雨污分流制的排水管线与136座泵站输送到分布于城郊的6座污水处理厂中，从而按照区域划分进行分散处理。但随着一称为深层隧道排污系统（DTSS）的新型排水系统在新加坡的提出与实施，这些泵站与水厂逐渐成为历史。作为DTSS第一阶段的核心部分，樟宜供水回收厂於2010年6月，在新加坡时任总理李显龙的主持下，正式开始投入运营。
自2016年2月18日以来，深层隧道排污系统的第二阶段已经开始动工。同时，由于DTSS对污水的集中处理与净化，推动了本地饮用水品牌新生水NEWater的建立，在一定程度上缓解了新加坡饮用水缺乏的现状。